# Rzęgnowo (gromada)
Rzęgnowo – dawna gromada, czyli najmniejsza jednostka podziału terytorialnego Polskiej Rzeczypospolitej Ludowej w latach 1954–1972.
Gromady, z gromadzkimi radami narodowymi (GRN) jako organami władzy najniższego stopnia na wsi, funkcjonowały od reformy reorganizującej administrację wiejską przeprowadzonej jesienią 1954 do momentu ich zniesienia z dniem 1 stycznia 1973, tym samym wypierając organizację gminną w latach 1954–1972.
Gromadę Rzęgnowo z siedzibą GRN w Rzęgnowie utworzono – jako jedną z 8759 gromad na obszarze Polski – w powiecie przasnyskim w woj. warszawskim, na mocy uchwały nr VI/10/16/54 WRN w Warszawie z dnia 5 października 1954. W skład jednostki weszły obszary dotychczasowych gromad Jastrzębiec, Kamień, Kadzielnia, Kosmowo i Ożumiech oraz wieś Zawady i wieś Szpaki z dotychczasowej gromady Zawady ze zniesionej gminy Dzierzgowo, obszary dotychczasowych gromad Rudno-Kosiły i Rudno-Jeziorowe ze zniesionej gminy Krzynowłoga Mała, a także obszar dotychczasowej gromady Rudno-Kmiece ze zniesionej gminy Chojnowo w tymże powiecie. Dla gromady ustalono 22 członków gromadzkiej rady narodowej.
1 stycznia 1969 do gromady Rzęgnowo włączono wsie Borkowo Falęta i Pierzchały ze zniesionej gromady Węgra w tymże powiecie.
Gromada przetrwała do końca 1972 roku, czyli do kolejnej reformy gminnej.